# Magdalena Gwizdoń
Magdalena Gwizdoń (Cieszyn, 4 augustus 1979) is een Poolse biatlete. Ze vertegenwoordigde haar vaderland op de Olympische Winterspelen 2006 in Turijn en op de Olympische Winterspelen 2010 in Vancouver.

## Carrière
Gwizdoń maakte haar wereldbekerdebuut in december 1995 in Östersund. In december 1998 scoorde de Poolse in Osrblie haar eerste wereldbekerpunten, een maand later behaalde ze in Oberhof haar eerste toptienklassering in een wereldbekerwedstrijd. In december 2004 stond Gwizdoń in Oslo voor de eerste maal in haar carrière op het podium van een wereldbekerwedstrijd. Op 1 december 2006 boekte de Poolse in Östersund haar eerste wereldbekerzege.
Gwizdoń nam in haar carrière dertien keer deel aan de wereldkampioenschappen biatlon. Haar beste resultaat was een zevende plaats op de 7,5 kilometer sprint tijdens de wereldkampioenschappen biatlon 2008 in Östersund.
Tijdens de Olympische Winterspelen van 2006 in Turijn was de twintigste plaats op de 7,5 kilometer sprint het beste resultaat van de Poolse, samen met Krystyna Pałka, Katarzyna Ponikwia en Magdalena Grzywa eindigde ze als zevende op de estafette. In Vancouver nam Gwizdoń deel aan de Olympische Winterspelen van 2010. Op dit toernooi was een 31e plaats op de 10 kilometer achtervolging haar beste resultaat, op de estafette eindigde ze samen met Krystyna Pałka, Weronika Nowakowska en Agnieszka Cyl op de twaalfde plaats.

## Resultaten

### Olympische Spelen
| Jaar | Plaats    | Resultaten                                                                                                 |
| ---- | --------- | --- |
| 2006 | Turijn    | 33e 15 km individueel 20e 7,5 km sprint 21e 10 km achtervolging 29e 12,5 km massastart 7e 4x6 km estafette |
| 2010 | Vancouver | 59e 15 km individueel 35e 7,5 km sprint 31e 10 km achtervolging 12e 4x6 km estafette                       |

### Wereldkampioenschappen
| Jaar | Plaats           | Resultaten |
| ---- | ---------------- | --- |
| 1999 | Oslo             | 48e 15 km individueel |
| 1999 | Kontiolahti      | 30e 7,5 km sprint 35e 10 km achtervolging 7e 4x7,5 km estafette                                                                    |
| 2000 | Oslo             | 13e 15 km individueel 64e 7,5 km sprint                                                                                            |
| 2000 | Lahti            | 12e 4x7,5 km estafette |
| 2001 | Pokljuka         | 25e 15 km individueel 29e 7,5 km sprint 40e 10 km achtervolging 29e 12,5 km massastart 15e 4x7,5 km estafette                      |
| 2003 | Chanty-Mansiejsk | 18e 15 km individueel 57e 7,5 km sprint 45e 12,5 km achtervolging                                                                  |
| 2004 | Oberhof          | 15e 15 km individueel 15e 7,5 km sprint 22e 10 km achtervolging 21e 12,5 km massastart 8e 4x6 km estafette                         |
| 2005 | Hochfilzen       | 55e 15 km individueel 16e 7,5 km sprint 51e 10 km achtervolging 23e 12,5 km massastart 12e 4x6 km estafette                        |
| 2005 | Chanty-Mansiejsk | 8e Gemengde estafette |
| 2006 | Pokljuka         | 8e Gemengde estafette |
| 2007 | Antholz          | 32e 15 km individueel 14e 7,5 km sprint 17e 10 km achtervolging 16e 12,5 km massastart 10e 4x6 km estafette 11e Gemengde estafette |
| 2008 | Östersund        | 15e 15 km individueel 7e 7,5 km sprint 12e 10 km achtervolging 11e 12,5 km massastart 7e 4x6 km estafette 6e Gemengde estafette    |
| 2009 | Pyeongchang      | 40e 7,5 km sprint 76e 10 km achtervolging 6e 4x6 km estafette                                                                      |
| 2011 | Chanty-Mansiejsk | 74e 15 km individueel 32e 7,5 km sprint 32e 12,5 km achtervolging 9e 4x6 km estafette 17e Gemengde estafette                       |
| 2012 | Ruhpolding       | 24e 15 km individueel 17e 7,5 km sprint 15e 10 km achtervolging 29e 12,5 km massastart 9e 4x6 km estafette                         |
| 2013 | Nové Město       | 18e 15 km individueel 12e 7,5 km sprint 12e 10 km achtervolging 27e 12,5 km massastart 9e 4x6 km estafette 10e Gemengde estafette  |

### Wereldbeker
Eindklasseringen
| Seizoen   | Algemeen | Individueel | Sprint | Achtervolging | Massastart |
| --------- | -------- | ----------- | ------ | ------------- | ---------- |
| 1998/1999 | 50e      | -           | 41e    | 50e           | -          |
| 1999/2000 | 49e      |             |        |               |            |
| 2000/2001 | 46e      | 52e         | 39e    | 61e           | 40e        |
| 2001/2002 | 75e      | 58e         | -      | 66e           | -          |
| 2002/2003 | 35e      | 32e         | 36e    | 43e           | 37e        |
| 2003/2004 | 23e      | 26e         | 21e    | 21e           | 30e        |
| 2004/2005 | 26e      | 23e         | 19e    | 40e           | 35e        |
| 2005/2006 | 35e      | -           | 29e    | 37e           | 35e        |
| 2006/2007 | 16e      | 22e         | 8e     | 9e            | 28e        |
| 2007/2008 | 17e      | 16e         | 19e    | 24e           | 13e        |
| 2008/2009 | 27e      | 73e         | 19e    | 23e           | 29e        |
| 2009/2010 | 50e      | 69e         | 48e    | 41e           | -          |
| 2010/2011 | 61e      | 38e         | 73e    | 68e           | -          |
| 2011/2012 | 41e      | 47e         | 41e    | 42e           | 47e        |
| 2012/2013 | 15e      | 12e         | 11e    | 16e           | 21e        |
| 2013/2014 | 32e      | 47e         | 30e    | 34e           | 38e        |
| 2014/2015 | 46e      | 57e         | 42e    | 51e           | 35e        |
| 2015/2016 | 17e      | 16e         | 19e    | 20e           | 19e        |
| 2016/2017 | 34e      | 39e         | 25e    | 35e           | 37e        |
| 2017/2018 | 56e      | -           | 47e    | 59e           | -          |

Wereldbekerzeges
| Nr. | Datum           | Plaats    | Onderdeel     |
| --- | --------------- | --------- | ------------- |
| 1.  | 1 december 2006 | Östersund | 7,5 km sprint |
| 2.  | 9 maart 2013    | Sotsji    | 7,5 km sprint |